# Michel Onfray
Michel Onfray (* 1. leden 1959) je francouzský filozof, představitel ateismu, hédonismu, anarchismu, hlásící se k dílu Friedricha Nietzscheho, k epikurejství, kyrénské škole či kynikům. Jeho nejznámější prací je zřejmě Ateistický manifest (v originále Traité d'athéologie) z roku 2005. Známá je rovněž jeho kritika Sigmunda Freuda v knize Le crépuscule d'une idole: L'affabulation freudienne. Freuda zde označuje za „podvodníka, falokratického misogyna, homofoba, stoupence fašistického césarismu, předraženého léčitele a postmoderního čaroděje“. Často se věnuje interpretaci malířských děl. Má blízko k francouzské radikální levici, v prezidentských volbách 2002 podpořil krajně levicového kandidáta Oliviera Besancenota, roku 2007 José Bového.